# Gwiezdne jaja: Część I – Zemsta świrów
Gwiezdne jaja: Część I – Zemsta świrów – niemiecka komedia z 2004 roku w reżyserii Michaela Herbiga będąca parodią filmów fantastycznonaukowych takich jak: Star Trek, Gwiezdne wojny, Dzień Niepodległości, Piąty element, Powrót do przyszłości, Matrix, Faceci w czerni. W filmie wykorzystano również wiele odniesień do innej komedii Herbiga – But Manitou, gdzie spora część aktorów wystąpiła w obu produkcjach.

## Fabuła
Załoga statku "Surprise" musi cofnąć się w czasie, aby uratować Ziemię z 2304 roku przed zderzeniem z Marsem. Tylko załoga statku może uratować planetę i jej ludzkość. Film parodiuje serię filmów "Star Trek" oraz innych z gatunku science-fiction.

## Obsada
- Michael Herbig – pan Ćmok
- Rick Kavanian – Dzidzia/Jeż Maul
- Christian Tramitz – kapitan Kirx
- Anja Kling – królowa Migdala
- Sky Dumont – William Ostatni/Santa Bravo
- Til Schweiger – Rock

## Parodiowane filmy
Film zawiera odniesienia do następujących filmów:
- 12 małp
- Odyseja kosmiczna
- Kontakt (Podróż motorowerem przez tunel czasu)
- Piąty element latająca taksówka, Rock jako superbohater – odpowiednik Korbena Dallasa
- But Manitou (Epizod na dzikim zachodzie)
- Pamięć absolutna
- E.T. (film)
- Dzień Niepodległości pościg taksówki przez myśliwce Marsjan podobnie jak Hiller był ścigany przez „myśliwiec” obcych, statek-matka o 550 kilometrach średnicy na orbicie Ziemi, dawno temu rozbity statek kosmitów przewieziony do Strefy 51.
- Indiana Jones i Świątynia Zagłady (szukanie instrukcji do ataku Marsjan)
- Ivanhoe (film 1952) (kostiumy)
- Marsjanie atakują! atak Marsjan na Ziemię
- Matrix
- Faceci w czerni (końcowa scena gdy kasuje pamięć)
- Raport mniejszości (Interaktywny hologram, który obsługiwany jest przez ruchy rąk Królowej Migdali)
- Urodzeni mordercy (gumowa świnka przejechana samochodem na samym początku)
- Obłędny rycerz
- Shrek (wygląd i zachowanie księżniczki)
- Star Trek
  - Niemiecki tytuł, kształt statku kosmicznego i jego niemiecka nazwa jest wzorowana na serii Star Trek
  - Cała załoga i nazwiska pochodzą z uniwersum Star Trek: Kapitan Kirx – Kapitan Kirk, Pan Ćmok – Mr Spock)
  - Teleportacja i podróże w czasie są możliwe.
- Gwiezdne wojny
  - Osłony regulatora są podobne do Gwardii Imperatora z Gwiezdnych wojen,
  - „Regulator” jest aluzją do „Imperator”.
  - Jeż Maul – jest podobny do Dartha Vadera i ciężko oddycha. Hełm zbroi wygląda jak hełm Dartha Vadera.
  - Space Taxi przypomina ścigacz z pierwszej części Gwiezdnych wojen, a Rock przypomina Hana Solo, który transportuje Luke’a Skywalkera i Obi-Wana Kenobiego na inną planetę.
  - Królowa Migdala jest podobna do księżniczki Leii oraz królowej Amidali.
  - Miasto w którym odbywa się narada wygląda jak Coruscant.
  - W filmie używają broni laserowej.
  - imię Jeża Maula to aluzja do Dartha Maula
- Gwiezdne wrota
- Terminator 2: Dzień sądu (Jeż Maul oczy świecące na końcu)
- Powrót do przyszłości (wskaźnik Time Warp na kanapie, cios Rocka przeciwko Jeżowi Maulowi, jest kopią bijatyki ojca Marty’ego przeciwko Biffowi)
- W samo południe
- Nagi instynkt (scena przesłuchania Ćmoka)
- Władca Pierścieni: Drużyna Pierścienia (pojawienie się czarnego rycerza – kamera i muzyka)

## Wersja polska[1]
Wersja polska: Studio Sonoria

Reżyseria: Dariusz Dunowski

Dialogi: Dariusz Dunowski i Joanna Kuryłko

Na podstawie tłumaczenia: Andrzeja Wojtasia

W wersji polskiej wystąpili:
- Arkadiusz Jakubik – jeż Maul
- Wojciech Paszkowski – Ćmok
- Grzegorz Wons – kapitan Kirx
- Robert Więckiewicz – Rock
- Elżbieta Jędrzejewska – królowa Migdala
- Janusz Zadura – Dzidzia
- Tomasz Grochoczyński – Regulator
- Andrzej Blumenfeld –
  - Wilhelm Ostatni,
  - Santa Bravo
- Leszek Zduń –
  - konultant,
  - mistrz Nagi
- Andrzej Chudy – 
  - konsultant,
  - generał Matrix
- Jolanta Wołłejko – kwestująca
- Anna Apostolakis – senator Leon
- Izabela Dąbrowska – CroftPax
- Anna Sroka – Bara-Bara
- Jerzy Dominik – senator Pin
- Jerzy Molga – senator Terry
- Andrzej Gawroński – senator Davis
- Andrzej Arciszewski – 
  - senator Eryk,
  - burmistrz
- Jarosław Boberek – 
  - Jim, szpieg sprzątający,
  - Winnetou
- Tomasz Steciuk – Pipovitch
- Krzysztof Zakrzewski – Fucha
- Janusz Wituch – MadPax
- Robert Wabich – BatPax
- Sławomir Pacek –
  - John,
  - dowódca oddziałów marsjańskich
- Aleksander Mikołajczak – naczelnik stacji